# Los Angeles Brazilian Film Festival
O Los Angeles Brazilian Film Festival (LABRFF) é hoje considerado o maior festival de cinema Brasileiro nos Estados Unidos. Tem lugar anualmente em Los Angeles, na Califórnia, nos Estados Unidos da América. Visando à promoção e difusão do audiovisual brasileiro na Califórnia, através da exibição de uma seleção de filmes nacionais na capital mundial do cinema o festival  dedica-se também ao desenvolvimento de relações entre produtores brasileiros e membros da indústria cinematográfica americana, com o objetivo de incentivar o mercado do audiovisual brasileiro nas áreas de serviços de produção, coprodução e distribuição de filmes. 

## Fundação e Missão
Fundado em 2007 pela produtora Meire Fernandes e o jornalista Nazareno Paulo, sendo o primeiro festival Brasileiro na Costa Oeste dos Estados Unidos.  A cada ano são lançados através deste evento dezenas de novos filmes no mercado americano. Até o momento foram exibidos mais de 160 filmes, entre longas, curtas, documentários, projetos de vídeo e animações nacionais. Meire Fernandes fundou e comanda a produção do LABRFF.
O Los Angeles Brazilian Film Festival – LABRFF é uma iniciativa cultural caracterizada pela difusão do Cinema Brasileiro nos Estados Unidos e pelo fomento de oportunidades de negócios. Trata-se de um festival que tem em sua programação Mostras Competitivas, MostrasParalelas, Seminários, Pitchings de Projetos Audiovisuais e Encontros de Negócios. O LABRFF se tornou um festival renomado e durante 11 anos é voltado para a difusão do cinema nacional em Los Angeles, promoção de debates e negócios mobilizando a comunidade de talentos e artistas do cinema e um grande público de produtores brasileiros. 
A cada ano cresce a participação de novos cineastas brasileiros, despontando novos talentos na tela de cinema. Neste sentido, podemos afirmar que o Festival consolidou-se como uma “janela” capaz de oferecer visibilidade e projeção para não só para os filmes nacionais em Hollywood, mas também para toda a cadeia produtiva envolvida com o audiovisual. O evento é um importante veículo de promoção da cinematografia recente e histórica do Brasil em Los Angeles, pois a anualidade do evento é aguardada por centenas de participantes na capital mundial do cinema. Entendemos que o LABRFF, mediante seus resultados de impacto e de economia criativa envolvidos, reúne totais condições para continuar sendo uma iniciativa cultural de grande sucesso pautada pela promoção da cinematografia nacional no exterior e pela consolidação de um espaço, no exterior, para a difusão do cinema nacional. 
Em 2009 o Los Angeles Brazilian Film Festival (LABRFF) realizou-se mais uma vez no The Landmark Theatre, Westside Pavilion, Los Angeles, de 12 a 15 de Março de 2009. Uma noite de gala marcou a abertura do festival, na quinta-feira dia 12, às 18:00hs, com direito a tapete vermelho, e a estreia do filme "Bela Noite Para Voar", de Zelito Viana. Depois da exibição, as festividades continuaram com coquetel. O LABRFF 2009 exibiu filmes independentes e lançamentos dos grandes estúdios brasileiros, combinando o melhor dos longas e curtas-metragens, documentários e curtas de animação. O festival ainda incluiu uma mostra do cinema da Bahia assim como uma homenagem a um dos maiores diretores do cinema brasileiro, Glauber Rocha (1939-1981), que liderou o movimento do Cinema Novo, surgido na década de 60. O festival contou com o apoio cultural da Secretaria de Cultura do Estado da Bahia - SECULT, Bahiatursa, e Secretaria de Turismo da Bahia, a fim de promover a cultura e o turismo desse Estado. 
Em 2010 o festival teve como presidente do seu Juri o Diretor Fernando Meirelles, e contou com mais de 30 filmes em sua grade de programação. Homenageou ainda os 100 anos de Jorge Amado exibindo o filme "Capitães de Areia" o qual recebeu menção honrosa no LABRFF.  
Em 2011 o LABRFF abriu o festival com o filme "Teus Olhos Meus" com direção de Caio Soh e Trilha Sonora de Maria Gadu, ambos estiveram na noite de gala do festival. O filme acabou levando 5 prêmios para casa e foi ovacionado durante a noite de abertura do festival. 
Em 2012 o LABRFF pela primeira vez fez a sua noite de abertura no teatro da Academia do Oscar e exibiu o filme "Open Road" de Marcio Garcia. O LABRFF contou ainda com 3 dias de feira de mercado no hotel AKA de Beverly Hills, contando com a presença de diversos representantes das majors de Hollywood.  
Em 2013 o LABRFF abriu o festival com o filme "Colegas", de Marcelo Galvão.  
Em 2014 o LABRFF abriu o festival homenageando Moacyr Franco pelos seus 60 anos de carreira e exibiu o filme " A Grande Vitória" do diretor estreante Stefano Lapietra Capuzzo.
Em 2015, o filme " A Despedida" do diretor Marcelo Galvão foi o grande destaque de abertura do LABRFF. 
Em 2016 o filme " Mais forte que o mundo" abriu com chave de ouro a 9ª edição do LABRFF, levando para casa 5 prêmios. Hoje, após uma década, o LABRFF é considerado pelos produtores brasileiros, o festival mais importante de Cinema Brasileiro no exterior e se tornou referência em Los Angeles para os americanos e latinos interessados no cinema brasileiro ou na cultura do Brasil. O LABRFF foi considerado pelo Senado Americano o festival mais importante Brasileiro nos Estados Unidos e recebeu menção de honra pelo Senado em 2015 e 2016. É também um evento calendarizado pela Prefeitura de Los Angeles e em 2010 o próprio Prefeito esteve no Festival para fazer menção honrosa ao LABRFF, entregando aos seus fundandores um certificado da Cidade de Los Angeles. Embora o LABRFF não faça parte do calendário oficial do Ministério da Cultura, tampouco da ANCINE, o festival luta constantemente para ser reconhecido por ambas instituições como uma plataforma importante para o audiovisual brasileiro, para que com esse reconhecimento venha a existir um apoio financeiro para a continuação da realização do festival.
10 anos de LABRFF - 2017
Em 2017, o LABRFF homenageou a grande atriz Tuna Dwek pelos seus 30 anos de carreira, e durante a cerimônia de Gala de Abertura, dia 6 de Novembro no Harmony Gold Theater em Hollywood, Tuna recebeu das mão da atriz Bruna di Tulio o Prêmio Life Achievement. Um vídeo em homenagem a atriz, produzido por Guilherme Bonini e Cris Guzzi, que foi exibido para um público de mais de 350 pessoas. O Ministro da Cultura do Brasil, Sérgio Sá Leitão, esteve presente no evento e discursou durante a noite de gala do Festival. A noite de gala emocionou a todos os convidados com o discurso de Brisa Fernandes de Pinho, filha da fundadora Meire Fernandes. Brisa pediu que todos homenageassem a sua mãe por fazer um evento altruista durante uma década, falou sobre a vida de Meire, e pediu que todos não esquecessem da importância do LABRFF para o cinema brasileiro. Os convidados ovacionaram o seu discurso. A noite de gala do festival foi marcada pela presença ilustres de diversos produtores, diretores e artistas. 
O filme de abertura "A Glória e a Graça" do diretor Flávio R. Tambellini, com roteiro de Mikael Albuquerque foi bastante aplaudido. O LABRFF premiou 14 categorias, além de distribuir mais de R$100,000.00 (cem mil reais) em prêmios. Prêmios oferecidos pela O2 Play, Naymar, e Mistyka.
O filme do diretor Caio Soh "Canatra Suja" foi o grande destaque do LABRFF 2017 e levou 4 prêmios. 
O LABRFF de 2018 homenagou o ator José de Abreu com o filme "Antes que eu me Esqueça", do diretor Tiago Akilian, com roteiro de Luisa Parnes.   
Em 2019 o LABRFF homenageou a música no cinema, e adicionou ao festival o primeiro LAMV - LOS ANGELES MUSIC VIDEO FESTIVAL, o qual exibiu mais de 25 videoclipes e premiou diversas categorias.   
O LABRFF teve a sua noite de abertura no famoso Harmony Gold Theater no coração de Hollywood com a exibição do documentário "Child of Nature" do Diretor Marco Negrão. O filme foi ovacionado durante a sua exibição e emociou a todos que estavam no teatro. O festival homenageou a atriz paraibana Marcélia Cartaxo a qual esteve presente durante o evento com o filme "Pacarrete" do diretor Allan Deberton.   
O LABRFF exibiu mais de 60 filmes entre longas, documentários e curtas metragens e premiou mais de 25 categorias com mais de R$100.000,00 mil reais.      
Em 2020 o LABRFF foi feito virtualmente através da plataforma FILMOCRACY e exibiu mais de 40 filmes.        
O Los Angeles Brazilian Film Festival, considerado um dos mais importantes festivais de cinema brasileiro no exterior, acaba de anunciar o retorno do evento. O LABRFF 2022 celebra 15 anos de existência do festival, desde a fundação em 2008. Na última edição, realizada de forma remota em 2020, a fundadora Meire Fernandes anunciou que o festival estava fechando as portas, mas a necessidade de seguir apoiando e promovendo a cultura brasileira em Hollywood foi maior do que as dificuldades. “Acho muito importante pararmos, quando necessário. O LABRFF cresceu muito nos últimos 15 anos, mas financeiramente estávamos tendo muitos problemas para conseguir manter o festival, e foi preciso tomar essa atitude para rever tudo que de fato era importante em relação ao projeto. Eu acho que essa pausa foi, inclusive, uma forma de eu protestar contra todo o descaso que estavam fazendo com a nossa cultura. Agora é hora de retomar o trabalho, e continuar fazendo o que sempre fizemos: posicionar o cinema brasileiro na capital mundial do cinema. O LABRFF continua suas atividades normais e celebra seus 15 anos de muito trabalho, dedicação e contribuição ao cinema brasileiro”, explica Fernandes. Para a realização do LABRFF 2022 a direção do festival traz como tema a Diversidade, por acreditar que é um momento muito importante para falar sobre diversidade, inclusão e pertencimento.                           
Em 2021 o LABRFF passou por diversas mudanças e teve a sua data extendida para 2022 onde aconteceu a noite de gala de abertura com o filme Eduardo e Mônica de René Sampaio. A exibição foi no iconico teatro "Harmony Gold" em Hollywood, seguida de 4 dias de evento em Santa Monica.
Em 2023, o LABRFF (Los Angeles Brazilian Film Festival) fez um anúncio importante: a mudança de sua sede para Culver City, uma região conhecida por ser um centro cultural e de entretenimento. Em parceria com o The Culver Theater, um cinema pertencente à Amazon Studios e localizado a poucos metros de distância, o festival deu início a uma nova fase, ampliando seu alcance e visibilidade. Durante os quatro dias de exibição, o LABRFF apresentou 35 filmes e recebeu mais de 2.000 espectadores, consolidando-se como um evento significativo na cena cinematográfica de Los Angeles. O destaque da edição foi o filme *"Nosso Sonho"*, do diretor Eduardo Albergaria, que levou o prêmio principal da noite. No total, o festival distribuiu mais de 120 mil reais em premiações, celebrando o talento do cinema brasileiro.                           
Além das exibições, o LABRFF 2023 proporcionou aos cineastas a oportunidade única de visitar os estúdios da Amazon e da Fox, permitindo que os participantes conhecessem de perto os bastidores de algumas das maiores produtoras de conteúdo do mundo. Essas visitas proporcionaram uma imersão na indústria cinematográfica americana, criando novas possibilidades de networking e colaboração. O festival também organizou várias palestras e sessões de pitching, onde cineastas puderam apresentar seus projetos a executivos e investidores, gerando oportunidades concretas para o avanço de suas carreiras.
Já em 2024, o LABRFF atingiu um novo marco ao exibir um recorde de 58 filmes, reafirmando sua importância como vitrine do cinema brasileiro nos Estados Unidos. O The Culver Theater continuou a ser o palco principal do evento, que se estendeu por cinco dias e atraiu mais de 2.200 pessoas, incluindo cineastas, artistas e cinefilos que participaram dos diversos eventos e sessões de filmes. A edição de 2024 contou também com uma parceria inédita com a Amazon Prime, que levou ao público a exibição do longa-metragem *"Maníaco do Parque"*, dirigido por Maurício Eça. O festival teve a honra de abrir sua programação com o aclamado filme *"Grande Sertão"*, dirigido por Guel Arraes, que emocionou os presentes e marcou o início de uma edição memorável. Durante o evento, diversas celebridades, tanto americanas quanto brasileiras, prestigiaram o festival, aumentando ainda mais sua relevância internacional. O grande vencedor da noite foi o emocionante *"O Barulho da Noite"*, dirigido por Eva Pereira, que recebeu os principais prêmios e foi aplaudido por sua atuação e narrativa envolvente. 
Além das exibições, em 2024, os cineastas também puderam participar de novas visitas a estúdios e de mais sessões de pitchings, reforçando o compromisso do LABRFF em oferecer uma plataforma de visibilidade e oportunidades para o cinema brasileiro. O LABRFF 2024 não só celebrou o cinema, mas também solidificou sua posição como um evento fundamental para a promoção da cultura brasileira no cenário global.                                                      

## Brazilian Film Market
O LABRFF, através da sua feira de mercado, o Brazilian Film Market – BFM,  a qual ocorre paralelamente ao festival, tem impactado a cadeia produtiva do audiovisual nacional/local através da oportunidade que a feira oferece aos produtores/diretores/artistas que participam do BFM e tem a oportunidade de apresentar projetos de novos filmes, séries de TV, e animação para um público de executivos de majors, distribuidores e produtores executivos que gostariam de investir na produção de conteúdo. Além do foco em pitching de projetos, o Film Market também oferece as produtoras, distribuidoras, e agentes internacionais de vendas uma oportunidade diferenciada para negócios relacionados a licenciamento, aquisição e distribuição de conteúdo. Para os profissionais que estão com foco nas vendas  e caso queiram apresentar sua library para programadores, o BFM coloca também a disposição a sala de exibição de filmes do hotel, e do Regent Theater, localizado em Westwood, para sessões especiais dedicadas ao público de compradores interessados. O BFM oferece, ainda, a oportunidade de meetings one-on-one entre membros e profissionais convidados a participar dos pitchings de projetos. O film market oferece ainda painéis e conferências sobre o mercado do Brasil e oportunidades no film business com os Estados Unidos. Algumascoproduções EUA/Brasil tiveram suas negociações ou início de conversas dentro do Brazilian Film Market. 
Temos, como exemplos consolidados com êxito através de início de negócios dentro do BFM:
a) o projeto do filme “O Matador”,do diretor Marcelo Galvão, que fez parte do BFM de 2015e foi apresentado a Netflix durante um sessão de pitchings do BFM;
b)o projeto do longa “Solteira Quase Surtando”,do diretor Caco Souza, e que foi apresentado a MGM em 2015. 
c) “Area Q”, do diretor Gerson Sanginitto, 
d) “Open Road” do diretor Marcio Garcia, 
e) “Dark Amazon” da diretora Darcyana Izel, 
f) “Maverick” do diretor Emiliano Ruschell, 
g)“Olhando para as Estrelas” do diretor Alexandre Perini - todos apresentados, também, em sessões de pitchings do BFM, dentre outros.
Por fim, o mais recente êxito dos frutos de parceria que o LABRFF vem possibilitando, se deu com o recente anúncio da realização do segundo filme brasileiro da Netflix - sobre a vida do diplomata brasileiro Sérgio Vieira de Mello - produzido por Daniel Marc Dreifuss e Brent Travers. Ambos são júris do LABRFF e colaboradores ativos do Festival, sendo o Brent, inclusive, membro do Board.
Objetivos específicos do Brazilian Film Market, podemos elencar a seguinte  sequência de ações e de impactos:
a) Estimular novas oportunidades de negócios através da apresentação de projetos de coprodução cinematográfica entre Brasil e Estados Unidos; 
b) Aumentar a mostra de coprodução de filmes em Los Angeles, para um público-alvo-potencial de compradores e distribuidores internacionais; 
c) Criar meios de intercâmbio cultural com outros festivais de cinema no Brasil,    através de mostra de filmes vencedores dos respectivos festivais; 
d) Aumentar a participação de filmes de diretores Brasileiros com produções  independentes; 
e) Apoiar através de prêmios as produções brasileiras vencedoras das categorias do festival; 
f) Trazer ao conhecimento do público americano as locações de cinema disponíveis no Brasil; 
g) Organizar sessões de apresentação de novos projetos com público-alvo-potencial de investidores interessados no mercado do Brasil; 
h) Promover uma imagem positiva do Brasil, através da seleção dos filmes, respeitando a diversidade étnica do seu povo, seus costumes, e valores culturais; 
i) Fomentar a ampliação da rede de relacionamentos dos produtores de cinema  Brasileiros com executivos da indústria americana; 
j) Buscar estabelecer através da mostra de filmes uma posição competitiva do cinema Brasileiro no maior mercado produtor, distribuidor e consumidor de filmes  dos Estados Unidos; 
k) Promover o fechamento de acordos comerciais de coprodução internacional.
O LABRFF 2008 promoveu painéis de discussões com executivos da indústria de cinema como Donald K. Ranvauld (produtor executivo de “O Jardineiro Fiel”), Chris Thomes (produtor executivo da Disney Interactive Group), Sydney Levine (presidente da Film Finders Division), Alvaro de La Fuente (Veranda Entertainment), Patrick Henry (escritor e produtor) e Marc Bechar (diretor de desenvolvimento para a RPM International). Os painéis foram mediados pela roteirista e produtora Deborah Calla, de “A Beautiful Life”, abordando temas como “Novas Tecnologias: a Democratização do Cinema” e “Co-produções Internacionais com o Brasil: Mito ou Realidade?”